# 穆罕默德·卡努
穆罕默德·卡努（阿拉伯语：‎，1994年9月22日—）是沙特阿拉伯的职业足球运动员，司职中场。现效力于沙特阿拉伯职业足球联赛的希拉尔，他也代表沙特阿拉伯国家足球队。

## 荣誉
伊蒂法克
- 沙特阿拉伯足球甲级联赛（英语：Saudi First Division League）（1）：2015–16

希拉尔
- 沙特阿拉伯职业足球联赛（4）：2017-18、2019-2020、2020-2021、2021-2022
- 沙特國王盃（1）：2019-2020
- 沙特超级盃（1）：2018、2021
- 亚足联冠军联赛（2）：2019、2021